# Roger Chorley, 2. Baron Chorley
Roger Richard Edward Chorley, 2. Baron Chorley (* 14. August 1930; † 21. Februar 2016) war ein britischer Wirtschaftsprüfer und erblicher Peer.
Der Sohn des Robert Chorley, 1. Baron Chorley, war Schüler an der Stowe School, Buckinghamshire. Er studierte am Gonville and Caius College in Cambridge und schloss 1953 mit einem Bachelor of Arts in Natur- und Wirtschaftswissenschaften ab. Beim Tod seines Vaters erbte er 1978 dessen Titel Baron Chorley.
Chorley arbeitete von 1954 bis 1990 für Coopers & Lybrand (heute PWC) und war dort Partner zwischen 1967 und 1989. Von 1974 bis 1977 war er Mitglied der Königlichen Presse-Kommission (Royal Commission on the Press) und 1978 und 1979 des Ordnance Survey Review Committee. Von 1980 bis 1991 war er Vorstandsmitglied des Royal National Theatre. Zwischen 1981 und 1999 war er Mitglied des British Council, seit 1991 als dessen stellvertretender Vorsitzender.
Zwischen 1985 und 1987 stand Chorley dem Committee on Handling of Geographic Information vor, das als Chorley Committee bekannt wurde. Das Komitee gab Empfehlungen für die Übernahme der auf Papier vorliegenden Landkarten in rechnergestützte Datenbanken, um Regierungsdaten zugänglich zu machen, für Koordinatensysteme und Postleitzahlenzuordnung und für Maßnahmen, um Geoinformationssysteme zu fördern.
Zwischen 1987 und 1990 war er Präsident der Royal Geographical Society.
Chorley erbte 1978 neben dem Titel des Baron Chorley auch den damit verbundenen erblichen Sitz im House of Lords und war dort bis 1999, als er seinen Sitz im Rahmen des House of Lords Act 1999 verlor, Mitglied. 2001 wurde er erneut Mitglied des House of Lords als einer der 92 Vertreter der erblichen Peers, nachdem er die Nachwahl für den zuvor verstorbenen Henry Herbert, 7. Earl of Carnarvon gewonnen hatte. Am 17. November 2014 erklärte Lord Chorley dann seinen Rücktritt aus dem House of Lords.
Chorley war seit 1964 mit Ann Elizabeth Debenham verheiratet; sie bekamen zusammen zwei Söhne.